# Cecil de Blaquiere Howard

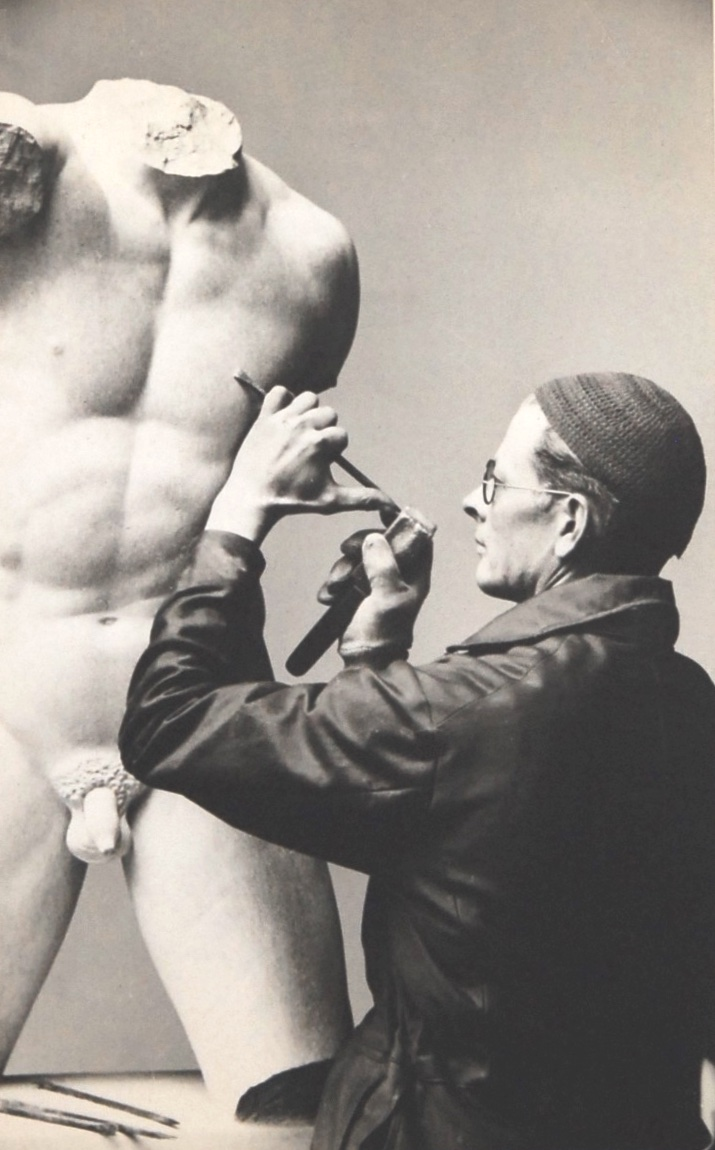
Cec Howard – Torse de boxeur 1930

Cecil de Blaquiere Howard (* 2. April 1888 in Clifton (Kanada); † 5. September 1956 in New York) war ein amerikanischer Bildhauer, Maler und Zeichner.

## Leben
Howard war viertes und letztes Kind des aus England stammenden Geschäftsmanns George Henry Howard (1840–1896) und seiner Frau Alice Augusta (geb. Framer, 1850–1932). Seine Geschwister waren die Schwestern Margaret Louisa (1878–1958) und die spätere Sängerin und Schauspielerin Alice Kathleen Howard (1880–1956) sowie der Bruder Harry Arthur (1882–1957), aus einer früheren Ehe des Vaters stammten die Halbschwestern Jane Matilda (* 1871) und Harriett Mary (* 1872). Cecil als jüngster Sohn erhielt den Familiennamen „de Blaquiere“ seiner Großmutter mütterlicherseits als Mittelnamen. Mit dem Umzug 1890 nach Buffalo (New York) nahm die Familie 1896 die amerikanische Staatsbürgerschaft an.
Bereits mit 16 Jahren kam Cecil Howard nach Paris, um dort Unterricht an der Académie Julian zu nehmen. Er war Bewunderer und später auch Freund von Aristide Maillol, dem er auch künstlerisch nahestand. Ebenso war er mit Rembrandt Bugatti befreundet, den er 1909 auf seiner Reise nach Antwerpen begleitete, wo sie gemeinsam im Zoologischen Garten Zeichnungen und Skulpturen von Tieren im natürlichen Umfeld anfertigten. Howard zerstörte später viele seiner Tierskulpturen, da er sie möglicherweise im Vergleich zu Bugattis Werken als minderwertig ansah.
1910 bezog er ein Atelier an der Avenue du Maine und widmete sich in seiner Arbeit vor der Darstellung des menschlichen Körpers. In den 1930er Jahren wurde er nicht zuletzt für seine Miniaturen von Kampfsportlern wie Ringern, Boxern und Fechtern bekannt.
Howard verbrachte sein Leben zwischen Frankreich, England und den Vereinigten Staaten, wo er auch regelmäßig ausstellte. Unter anderem waren seine Gipsskulpturen „Woman“ und „The artist“ 1913 in New York auf der Armory Show vertreten, welche einen großen Einfluss auf die Entwicklung der amerikanischen Kunst hatte und vielfach als Beginn der Moderne in Amerika gesehen wird.
1911 lernte Howard das französische Modell Céline Louise Coupet kennen, die er 1917 heiratete. Bereits 1916 kam Tochter Line zur Welt, ihr folgte 1920 Sohn Noël. Bis zum Zweiten Weltkrieg verbrachte die Familie die Sommerzeit in der bretonischen Künstlerkolonie in Ploubazlanec. Cecil de Blaquiere Howard ist der Großvater des französischen Schauspielers Yves Beneyton, Sohn von Line Howard Beneyton.
Bis 1939 lebten die Howards in Paris. Zu Beginn des Zweiten Weltkriegs unterstützt Cecil Howard zunächst mit seinem Sohn das amerikanische Rote Kreuz in Frankreich, verließ aber noch im selben Jahr Europa in Richtung New York. 1943 wurde er dort vom Office of Strategic Services angeworben und war ab 1945 für das Office of War Information tätig. 1948 kehrte er mit seiner Frau zurück nach Paris, jedoch entschloss sich das Paar wegen einer Krebserkrankung Célines wieder nach New York zu gehen, weil sie dort auf eine bessere medizinische Versorgung hofften.

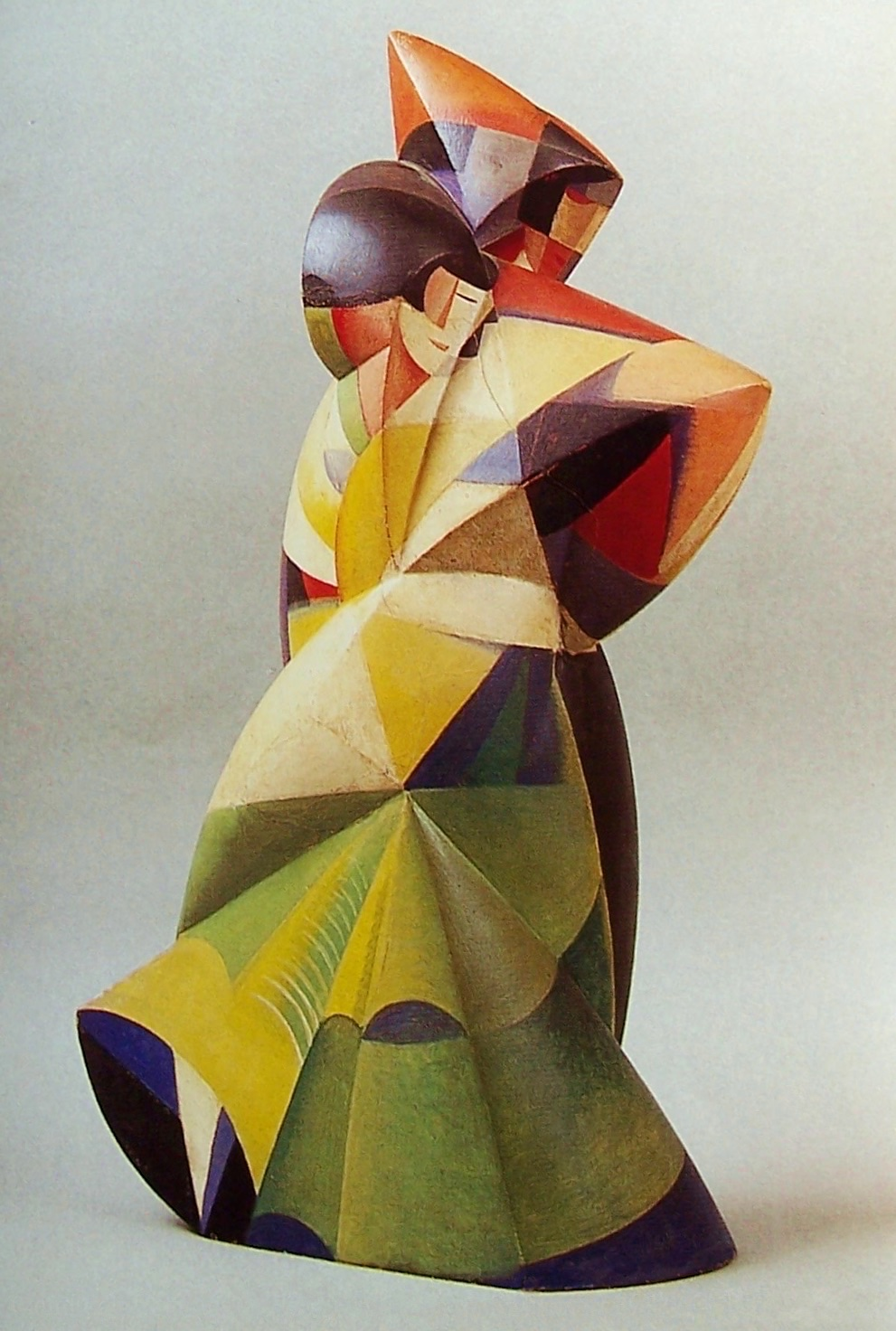
Cecil Howard-Couple de danseurs
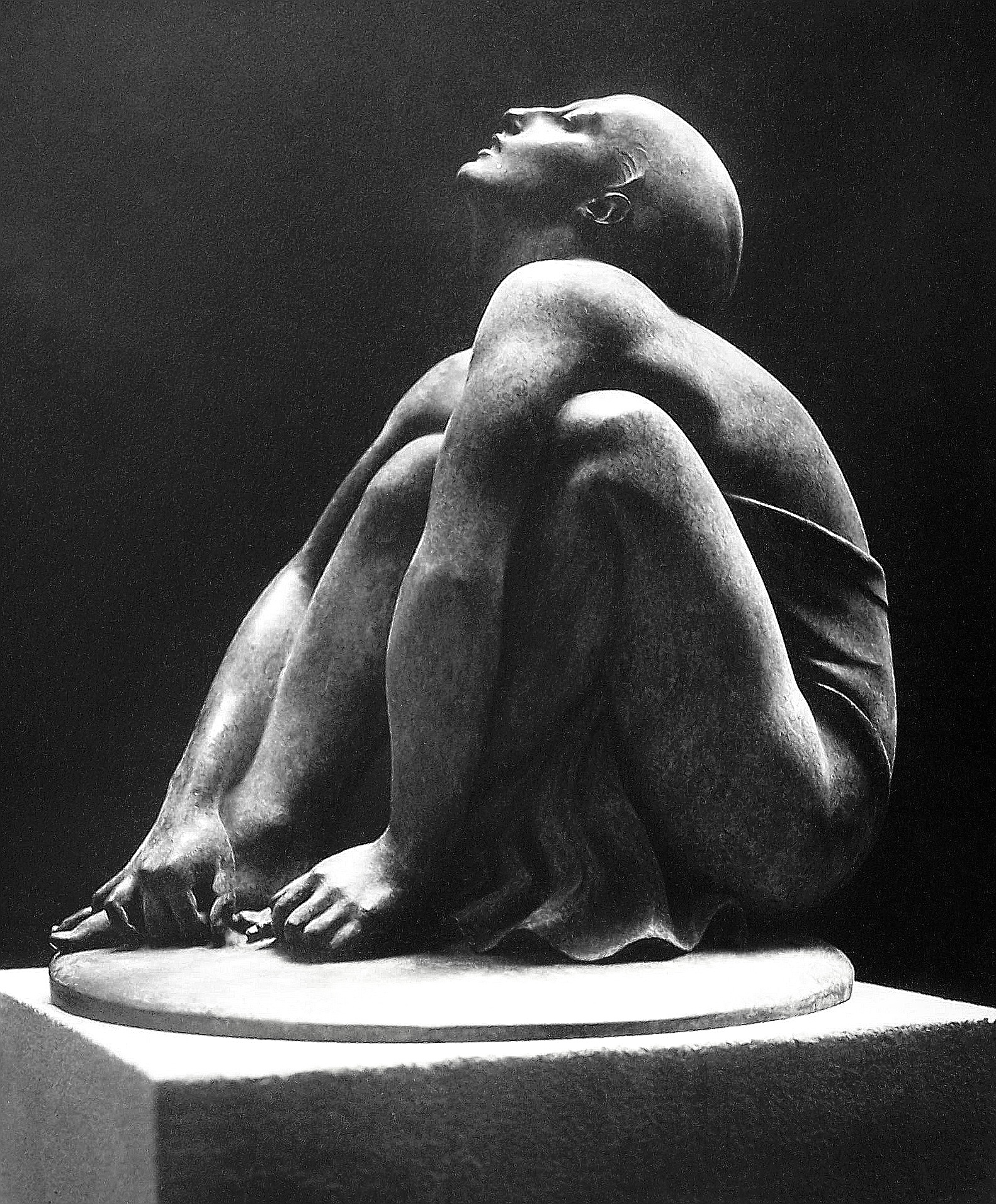
Cecil Howard – Fatigue
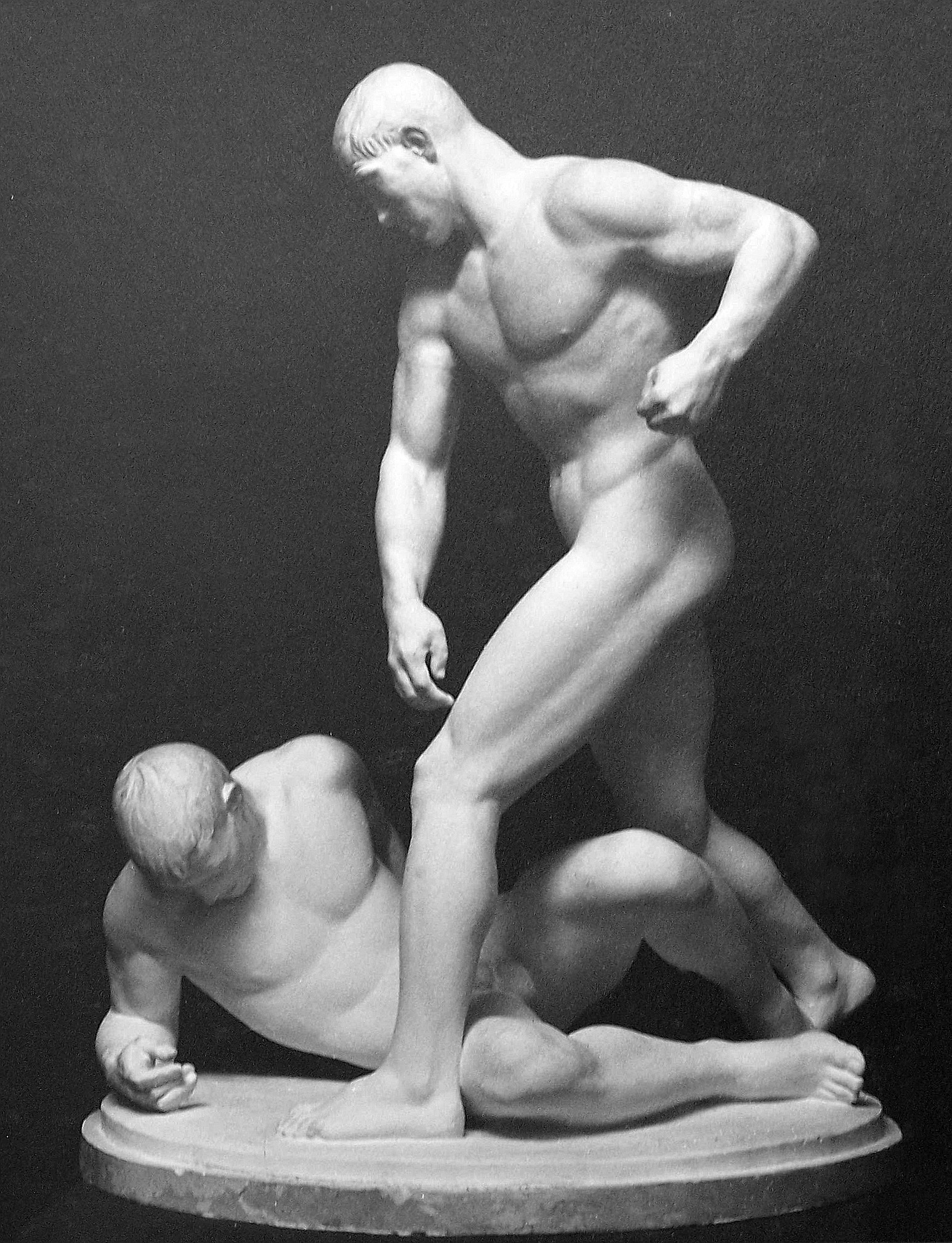
Cecil Howard – Knockout
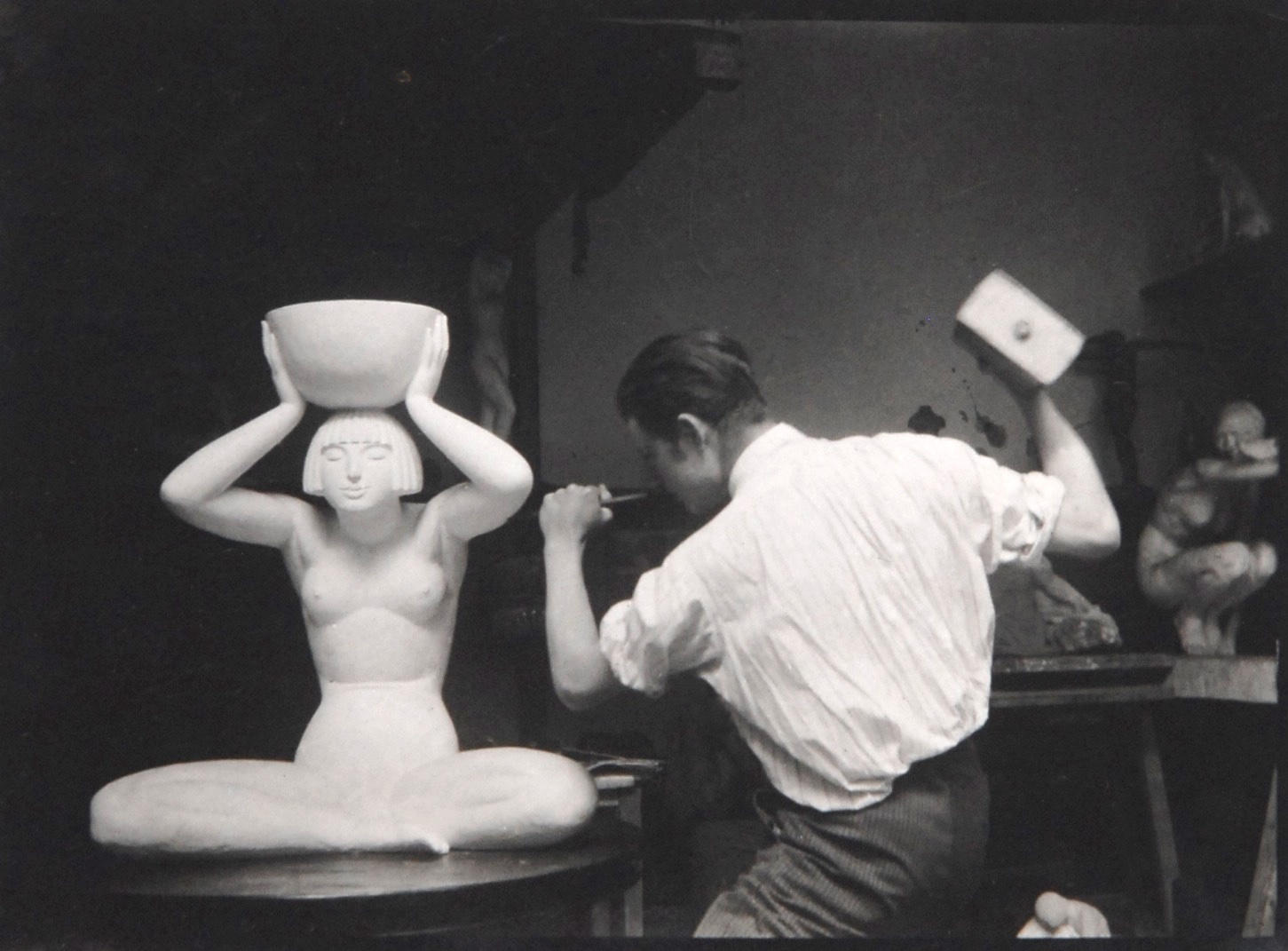
Cec Howard – The Bowl 1913-14
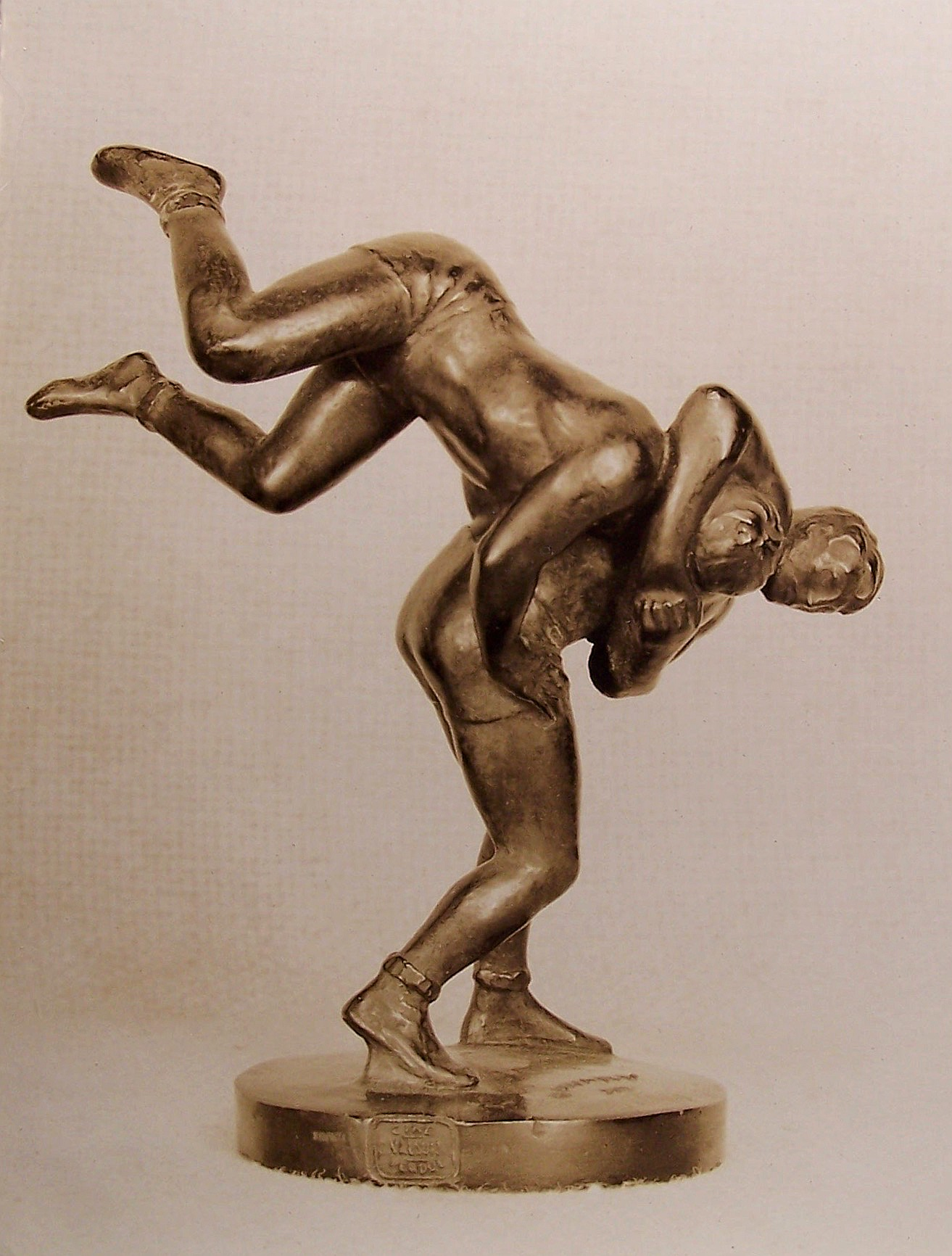
Cecil Howard – Side headlock and butt
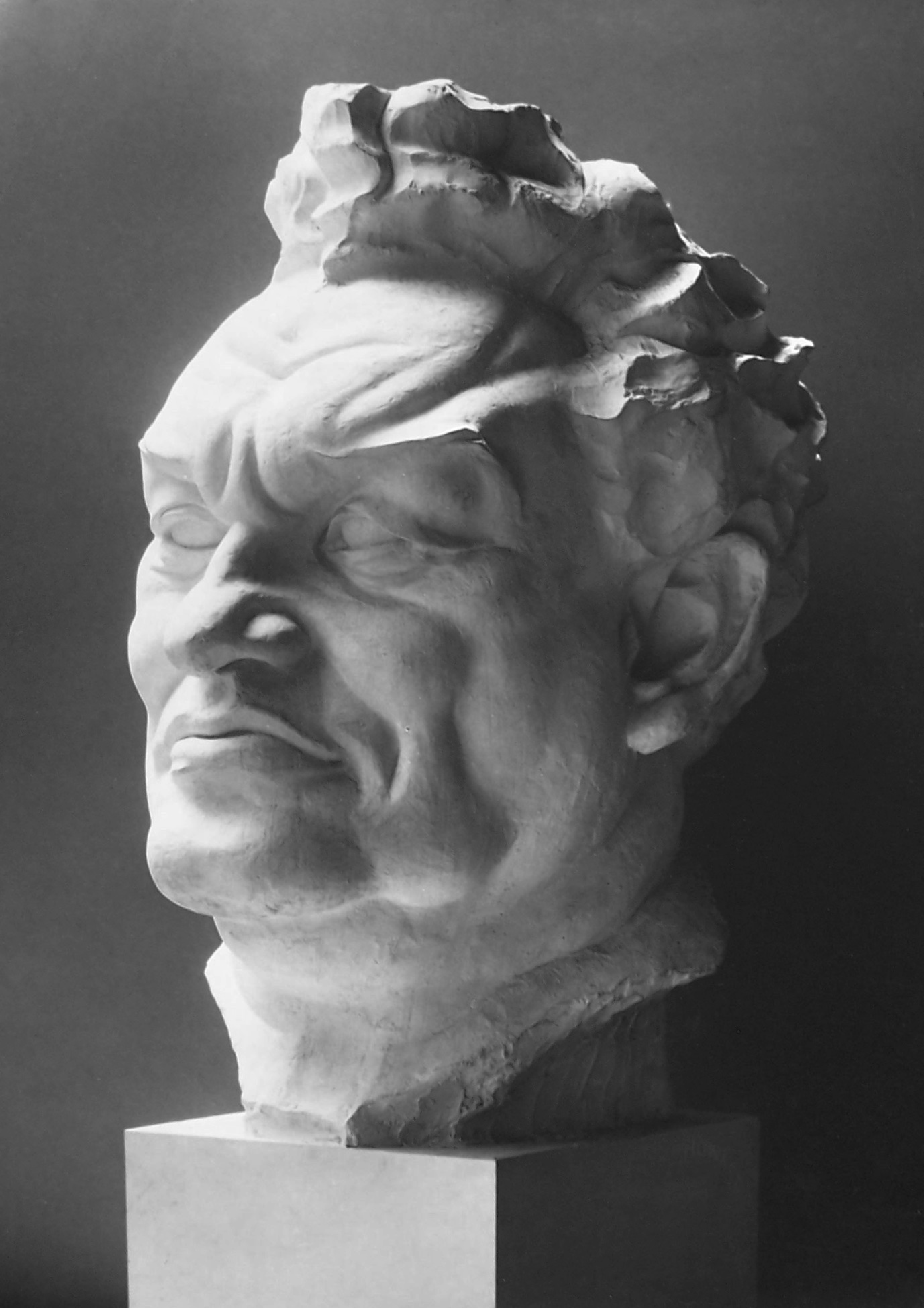
Cecil Howard – bust of Robert Winthrop Chanler
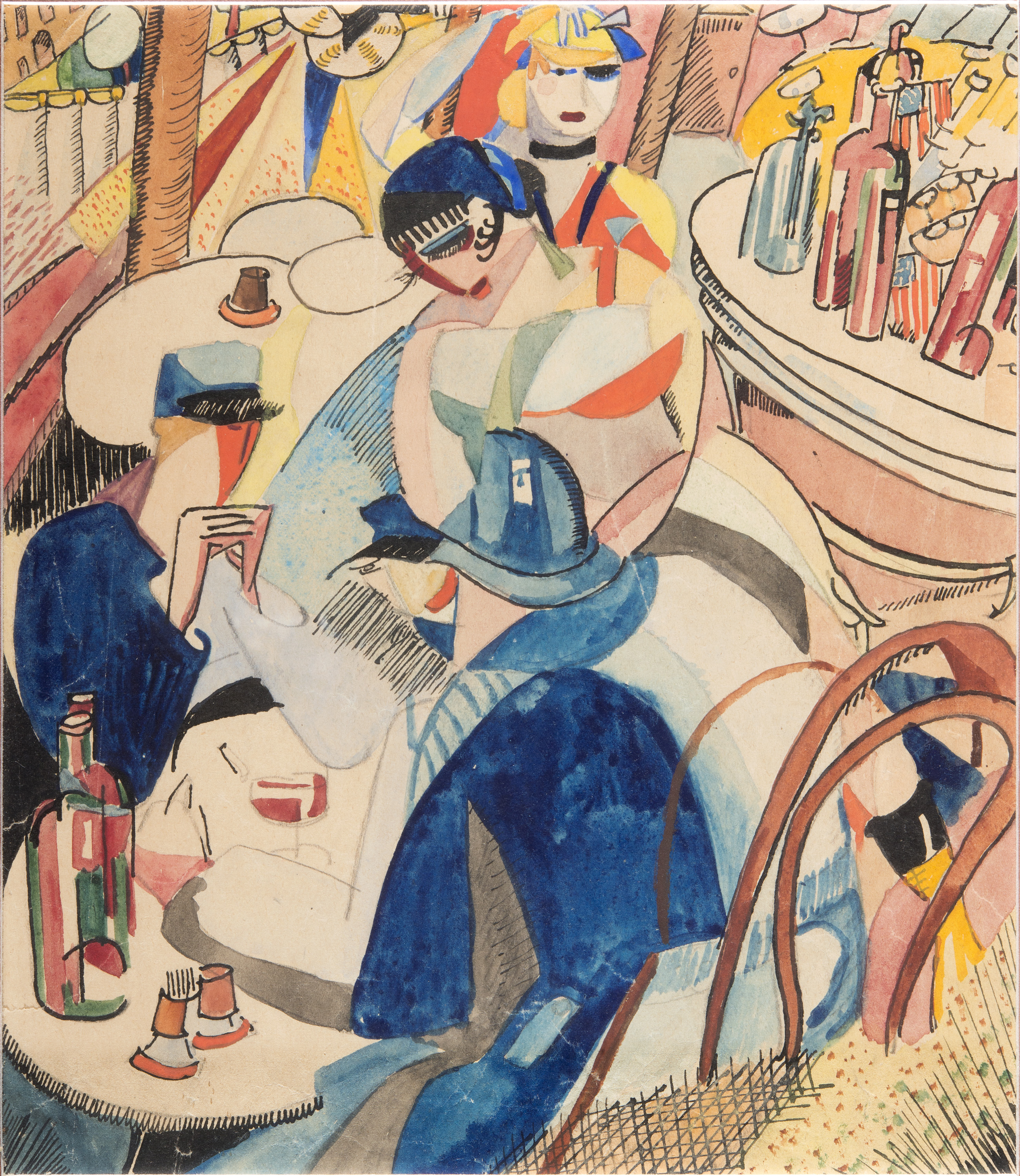
Cecil Howard – Scène de café (Gouache)

## Werke in Museen
Skulpturen von Cecil de Blaquiere Howard sind heute international in zahlreichen Museen und Sammlungen vertreten, insbesondere:
- Musée d’art moderne de la Ville, Paris
- Whitney Museum of American Art, New York[6]
- Buffalo AKG Art Museum, New York[7]
- New York University
- Art Institute of Chicago
- Pennsylvania Academy of the Fine Arts

## Werke im öffentlichen Raum
- 1919 Denkmal für die Gefallenen des Ersten Weltkriegs in Hautot-sur-Mer (Normandie)[8]
- 1925 Grabmal von Aubrey Herbert[9]

## Ausstellungen
- 1905 Salon des Tuileries, Paris
- 1922 Galerie Le Goupy, Paris
- 1925 Whitney Studio Club, New York
- 1925 Albright-Knox Art Gallery, Buffalo
- 1929 National Sculpture Society, San Francisco
- 1933 Weltausstellung, Chicago
- 1936 Caroll Carstairs Gallery, New York
- 1939 Weltausstellung, New York
- 1941 Metropolitan Museum, New York

Quelle: Conner, Rosenkranz.

## Auszeichnungen
- 1954 Herbert Adams Medaille der National Sculpture Society
- 1955 Goldmedaille der Architectural League of New York
- Elizabeth N. Watrous Goldmedaille der National Academy of Design (postum)

## Mitgliedschaften
- 1938: Wahl zum Mitglied der American Academy of Arts and Letters[11]
- 1948: Wahl zum Mitglied (NA) der National Academy of Design, New York[12]